# Erhard Loretan

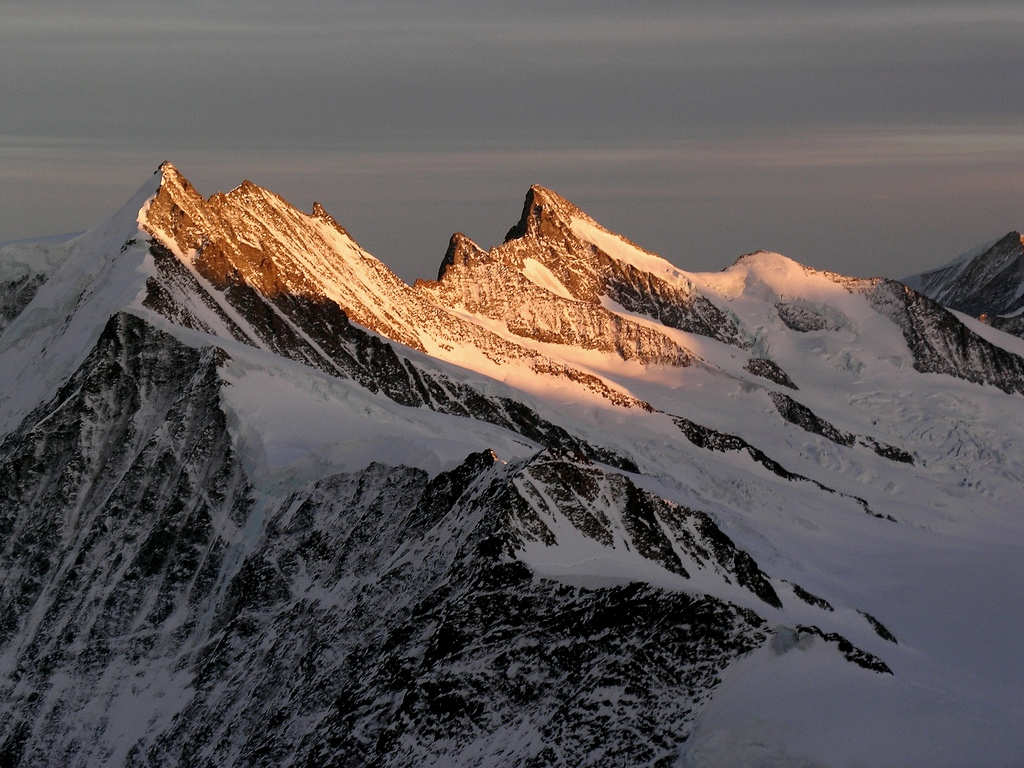
De Grünhorn, de berg waar Erhard Loretan overleed.

Erhard Loretan, Bulle 28 april 1959 – Grünhorn 28 april 2011, was een Zwitserse bergbeklimmer en berggids. Loretan heeft alle veertien achtduizenders in de wereld beklommen.
Hij overleed tijdens de beklimming van de Grünhorn met een klant.

## Beklimmingen, waaronder de achtduizenders
| datum             | berg          | hoogte in m | bijzonderheden                                                                             |
| ----------------- | ------------- | ----------- | ------------------------------------------------------------------------------------------ |
| 10 juni 1982      | Nanga Parbat  | 8125        |                                                                                            |
| juni 1983         | Gasherbrum I  | 8068        | drie bergen in de Karakoram                                                                |
| juni 1983         | Gasherbrum II | 8035        |                                                                                            |
| juni 1983         | Broad Peak    | 8047        |                                                                                            |
| 30 april 1984     | Manaslu       | 8163        |                                                                                            |
| 24 oktober 1984   | Annapurna I   | 8091        | overschrijding van de drie toppen met Norbert Joos                                         |
| 7 juli 1985       | K2            | 8611        | via de Abruzzes                                                                            |
| 8 december 1985   | Dhaulagiri    | 8167        | eerste beklimming in de winter van de oostzijde, met Pierre-Alain Steiner en Jean Troillet |
| 30 augustus 1986  | Mount Everest | 8848        | couloir Hornbein aan de noordkant, in 43 uur omhoog en naar beneden                        |
| oktober 1986      | Cho Oyu       | 8188        | Pierre-Alain Steiner valt voor de ogen van Loretan. Hij overlijdt enkele dagen later.      |
| 21 september 1990 | Cho Oyu       | 8188        | als eerste via de zuidwestkant, met Jean Troillet en Voytek Kurtika                        |
| 3 oktober 1990    | Shishapangma  | 8027        | als eerste via de zuidkant, Jean Troillet en Voytek Kurtika halen de top niet              |
| 2 oktober 1991    | Makalu        | 8463        | westelijke kant met Jean Troillet                                                          |
| 1 oktober 1994    | Lhotse        | 8516        | met Jean Troillet                                                                          |
| 29 april 1995     | Shishapangma  | 8027        |                                                                                            |
| 5 oktober 1995    | Kangchenjunga | 8586        |                                                                                            |